# Tōkai (regija)
Regija Tōkai (japanski:東海地方 Tōkai-chihō) je podregija na Honshu, najvećem otoku Japana.
Tōkai je podregija Chubu regije. Proteže se duž Tihog oceana, ime joj znači "Istočno more" i dolazi od Tōkaidō, jednog od pet Edo pravaca. Pošto je Tōkai podregija i nije službeno određena, ima nekih neslaganja o tome gdje točno regija počinje i završava, međutim prema japanskim zemljovidima može se sa sigurnošću zaključiti da obuhvaća prefekture Shizuoku, Aichi, Gifu i Mie.
Regija je jedno od najvažnijih industrijskih područja u Japanu. Obala je gusto naseljena gradovima s gospodarstvom i tvornicama
Regija Tōkai doživjela je nekoliko velikih potresa u prošlosti, uključujući i dva velika potresa 1944. i 1945.
Podregija se prostire na 29.316,53 km² u njoj živi 15,.138.397 stanovnika, dok je prosječna gustoća stanovništva 516 st./km².